# Antonio Pimentel

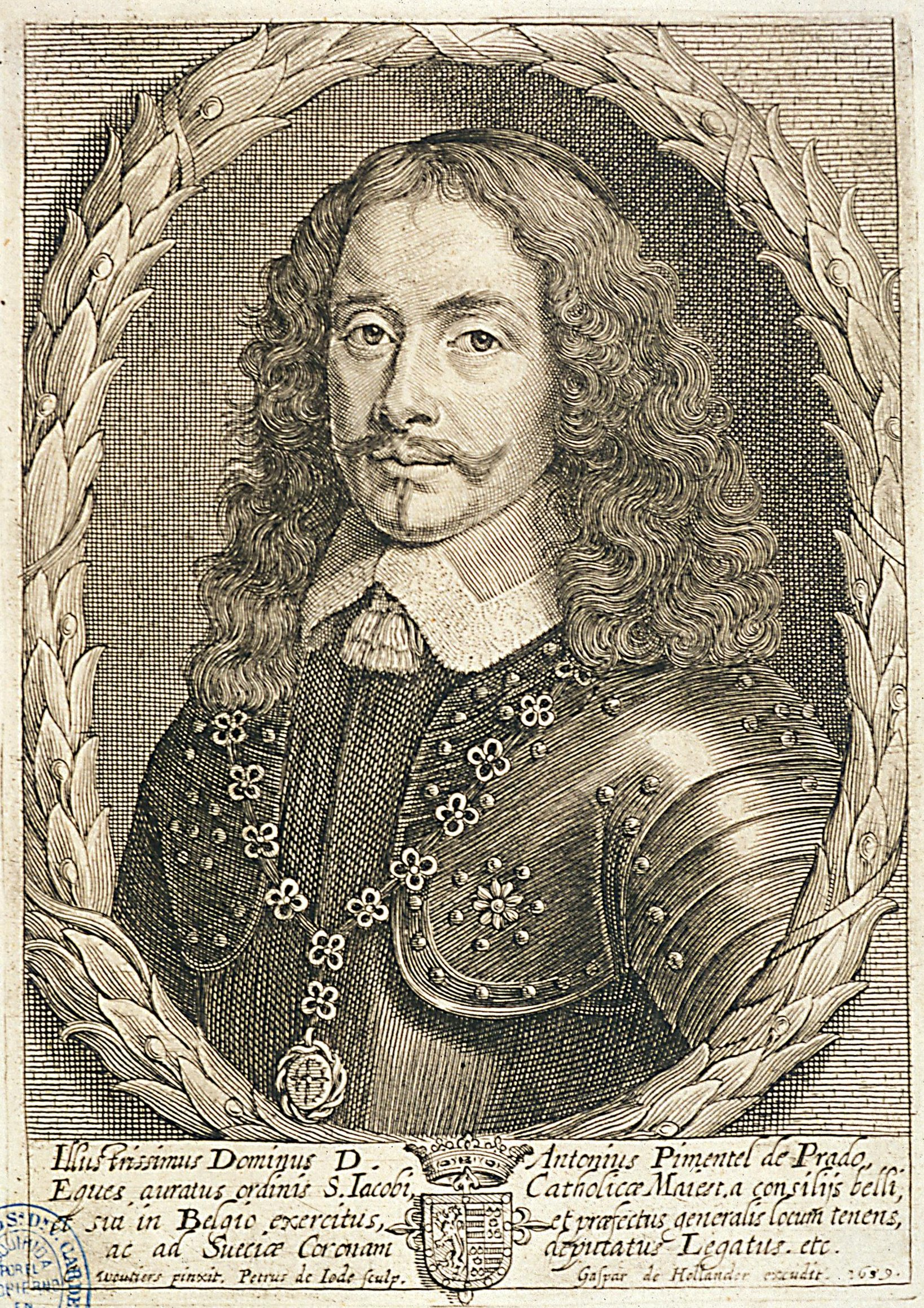
Don Antonio Pimentel de Prado.

Don Antonio Pimentel de Prado, född i Palermo 1604, var en spansk officer och guvernör i Nieuwpoort. Han tillhörde en högadlig familj.
Han beträdde den diplomatiska banan då han av Filip IV av Spanien i juli 1652 som envoyé avsändes till drottning Kristina av Sverige. Detta var den första spanska beskickningen till Sverige sedan Johan III:s tid. Kristina hade året dessförinnan inlett underhandlingar genom att till Madrid sända den svenske diplomaten Matthias Palbitzki. Filip IV önskade få goda förbindelser med Sverige och den spanska diplomatin hade beordrats att överallt i Europa främja svenska intressen för att visa svenskarna Spaniens goda vilja. Syftet med beskickningen till Stockholm var bland annat att utröna Sveriges militära styrka och dess inställning till det av Spanien upprättade säkerhetssystemet i Europa. Den viktigaste uppgiften var dock att utröna drottningens eventuella giftermålsplaner, eftersom maktbalansen i Europa skulle påverkas om drottningen äktade någon som representerade en mot Spanien fientlig makt.

## Uppdraget i Sverige
Pimentel anlände, tillsammans med hustru, barn och ett följe på 50 personer, till Dalarö den 12 augusti och till Stockholm den 16 augusti. Redan den 19 augusti mottogs han av drottningen i audiens. Pimentel hade inga instruktioner att utröna Kristinas eventuella abdikationsplaner, men genom hans närvaro vid hovet försökte drottningen få Filips stöd för sin planerade tronavsägelse. För att öka spanjorernas välvilja gentemot Kristina fick diplomater från länder som var Spaniens fiender ett frostigare klimat vid hovet. 
Pimentels flitiga och till synes framgångsrika umgänge med drottningen oroade både den franskvänliga regeringen och till Sverige vänskapligt inställda makter. Före sommaren 1653 hade Kristinas förtroende för Pimentel vuxit så långt att hon anförtrodde honom att hon ämnade abdikera och övergå till den katolska läran. Då Pimentel insåg att det stöd som Kristina begärde av Filip IV för att genomföra sin plan, till följd av de långsamma förbindelserna med Spanien inte effektivt kunde utverkas från hans post i Stockholm, beslöt han att mot sina order återvända till Spanien.
Drottningen var givetvis införstådd med att han lämnade landet och utnämnde honom före avresan i början av augusti till svensk överkammarherre. Då han lämnade Göteborg sprang hans fartyg emellertid läck och han tvangs att återvända. Av en slump nåddes han då av sin konungs order att kvarstanna i Sverige. I stället avsändes en annan budbärare till Madrid. Pimentel uppsökte drottningen i Östergötland och följde henne till Stockholm. Pimentels kvarstannande i Sverige förstärkte oron hos vänskapliga makter liksom hos den franskvänliga aristokratin. Först i april 1654, då ingenting längre tycktes kunna hindra att Kristina lämnade sin tron och sitt land för att anamma den katolska läran, lämnade Pimentel Sverige för alltid.

## Efter tiden som ambassadör i Sverige
Antonio Pimentel träffade Kristina igen i Bryssel 1654 och var närvarande då hon julnatten samma år avlade sin katolska trosbekännelse. Därefter följde han henne till Rom, men lämnade henne 1656, då hon i politiskt hänseende började närma sig Frankrike. Sedermera tjänstgjorde Pimentel i Paris och förberedde å Spaniens vägnar med kardinal Jules Mazarin den så kallade pyreneiska freden (1659).